# П'яток
П'яток, П'ятка — річка в Україні, у Чуднівському та Житомирському районах Житомирської області, ліва притока Гнилоп'яті (басейн Прип'яті).

## Опис
Довжина річки 25 км, похил річки — 2,58 м/км. Формується з багатьох безіменних струмків та чотирьох водойм. Площа басейну 176 км².

## Притоки
- Гнилоп'ять (права).
- Річка без назви - ліва. Бере початок на північному сході від Тютюнників. Тече переважно на південний схід через Турчинівку і в П'ятці впадає у річку П'яток. Довжина річки 10 км. Площа басейну 29,2 км².[1]

## Розташування
Бере початок на південно-східній околиці села Судачівка. Тече на південний схід, потім на схід та північний схід у межах населених пунктів Великі Коровинці, П'ятка, Роздольне. У селі Соснівка впадає у річку Гнилоп'ять, притоку Тетерева.

## Риби П'яток
У річці водяться короп, товстолобик, карась та інша риба.